# 塞夫利耶沃
塞夫列沃是位於保加利亞中北部的城市，是加布羅沃州塞夫列沃市的行政中心。 这个城市是该地区的第二大城市。由于当地经济发达，就业率高，以及美国等大型外资企业入驻，塞夫列沃被认为是保加利亚最富有的城市之一。
塞夫列沃城市位于海拔201米的盆地，这是全市最低点。气候属温带大陆性,最高温度与最低温度间的气温差，在零下25-34摄氏度到35-40摄氏度。
塞夫列沃市的面积为1070平方公里，地势为丘陵。定居点一共有53个，包括塞夫列沃本市与其它52个村庄，15个归属村长系，及15个归属副村长系。全市人口约有44,500人，其中27,500人住在塞夫列沃市，另外17,000人住在农村。
塞夫列沃市有条件发展五个方面的旅游项目：历史、狩猎、生态、宗教及乡村旅游。现有或在建的酒店、汽车旅馆、别墅、度假屋及私人连锁酒店，对其发展大有帮助。

## 友好城市
- 白俄羅斯博布鲁伊斯克
- 瑞士比爾
- 捷克瓦拉什斯凱梅濟日奇
- 北馬其頓蓋夫蓋利亞
- 中国南海区
- 波蘭萊吉奧諾沃

## 外部連結
- - 保加利亚知识网 （页面存档备份，存于）
- Sevlievo municipality - cities and villages, maps, information （页面存档备份，存于）
- Sevlievo municipality's home page
- Pictures from Sevlievo （页面存档备份，存于）
- VisitSevlievo.com - Unofficial travel guide and on-line presentation of Sevlievo.
- - Art NGO
- - Web & Graphic design, Interior & Exterior Design, Art
- - Repduction art shop （页面存档备份，存于）